# Академічне веслування на літніх Олімпійських іграх 2016 — кваліфікація
В статті представлено подробиці кваліфікації на змагання з академічного веслування на літніх Олімпійських іграх 2016. Більшість місць розподілено за результатами Чемпіонату світу 2015, який проходив у Егбелеті (Франція) від 30 серпня до 6 вересня 2015 року. Розіграні там місця отримали НОК, а не якісь конкретні спортсмени. Інші місця розіграно на чотирьох континентальних кваліфікаційних регатах: азійськоокеанській, африканській, латиноамериканській і європейській (за додаткової участі США, Канади, Австралії та Нової Зеландії). У липні 2016 року чотири російські команди відсторонено від змагань через проблеми з допінгом, і FISA оголосила, команди яких країн їх замінять.

## Список країн, що кваліфікувались
| Країни                  | Чоловіки | Чоловіки | Чоловіки | Чоловіки | Чоловіки | Чоловіки | Чоловіки | Чоловіки | Жінки | Жінки | Жінки | Жінки | Жінки | Жінки | Команд | Веслувальників |
| Країни                  | M1x      | M2-      | M2x      | M4-      | M4x      | M8+      | LM2x     | LM4-     | W1x   | W2-   | W2x   | W4x   | W8+   | LW2x  | Команд | Веслувальників |
| ----------------------- | -------- | -------- | -------- | -------- | -------- | -------- | -------- | -------- | ----- | ----- | ----- | ----- | ----- | ----- | ------ | -------------- |
| Алжир (ALG)             | X        |          |          |          |          |          |          |          | X     |       |       |       |       |       | 2      | 2              |
| Ангола (ANG)            |          |          |          |          |          |          | X        |          |       |       |       |       |       |       | 1      | 2              |
| Аргентина (ARG)         | X        |          |          |          |          |          |          |          | X     |       |       |       |       |       | 2      | 2              |
| Австралія (AUS)         | X        | X        | X        | X        | X        |          |          |          | X     |       | X     | X     | X     |       | 9      | 29             |
| Австрія (AUT)           |          |          |          |          |          |          | X        |          | X     |       |       |       |       |       | 2      | 3              |
| Азербайджан (AZE)       |          |          | X        |          |          |          |          |          |       |       |       |       |       |       | 1      | 2              |
| Багамські Острови (BAH) |          |          |          |          |          |          |          |          | X     |       |       |       |       |       | 1      | 1              |
| Білорусь (BLR)          | X        |          |          | X        |          |          |          |          | X     | X     | X     |       |       |       | 5      | 10             |
| Бельгія (BEL)           | X        |          |          |          |          |          |          |          |       |       |       |       |       |       | 1      | 1              |
| Бермуди (BER)           |          |          |          |          |          |          |          |          | X     |       |       |       |       |       | 1      | 1              |
| Бразилія (BRA)          |          |          |          |          |          |          | X        |          |       |       |       |       |       | X     | 2      | 4              |
| Болгарія (BUL)          |          |          | X        |          |          |          |          |          |       |       |       |       |       |       | 1      | 2              |
| Канада (CAN)            |          |          |          | X        | X        |          |          | X        | X     | X     |       |       | X     | X     | 7      | 26             |
| Чилі (CHI)              |          |          |          |          |          |          | X        |          |       |       |       |       |       | X     | 2      | 4              |
| Китай (CHN)             |          |          |          |          |          |          | X        | X        | X     | X     | X     | X     |       | X     | 7      | 17             |
| Хорватія (CRO)          | X        |          | X        |          |          |          |          |          |       |       |       |       |       |       | 2      | 3              |
| Куба (CUB)              | X        |          | X        |          |          |          | X        |          |       |       |       |       |       | X     | 4      | 7              |
| Чехія (CZE)             | X        | X        |          |          |          |          |          | X        | X     |       | X     |       |       |       | 5      | 8              |
| Данія (DEN)             |          |          |          |          |          |          | X        | X        | X     | X     | X     |       |       | X     | 6      | 12             |
| Еквадор (ECU)           | X        |          |          |          |          |          |          |          |       |       |       |       |       |       | 1      | 1              |
| Єгипет (EGY)            | X        |          |          |          |          |          |          |          | X     |       |       |       |       |       | 2      | 2              |
| Естонія (EST)           |          |          |          |          | X        |          |          |          |       |       |       |       |       |       | 1      | 4              |
| Франція (FRA)           |          | X        | X        | X        |          |          | X        | X        |       | X     | X     |       |       |       | 7      | 18             |
| Німеччина (GER)         |          |          | X        | X        | X        | X        | X        | X        |       | X     | X     | X     |       | X     | 10     | 35             |
| Велика Британія (GBR)   | X        | X        | X        | X        | X        | X        | X        | X        |       | X     | X     |       | X     | X     | 12     | 43             |
| Греція (GRE)            |          |          |          | X        |          |          |          | X        |       |       | X     |       |       |       | 3      | 10             |
| Гонконг (HKG)           |          |          |          |          |          |          | X        |          |       |       |       |       |       | X     | 2      | 4              |
| Угорщина (HUN)          | X        | X        |          |          |          |          |          |          |       |       |       |       |       |       | 2      | 3              |
| Індія (IND)             | X        |          |          |          |          |          |          |          |       |       |       |       |       |       | 1      | 1              |
| Індонезія (INA)         | X        |          |          |          |          |          |          |          | X     |       |       |       |       |       | 2      | 2              |
| Іран (IRI)              |          |          |          |          |          |          |          |          | X     |       |       |       |       |       | 1      | 1              |
| Ірак (IRQ)              | X        |          |          |          |          |          |          |          |       |       |       |       |       |       | 1      | 1              |
| Ірландія (IRL)          |          |          |          |          |          |          | X        |          | X     |       |       |       |       | X     | 3      | 5              |
| Італія (ITA)            |          | X        | X        | X        |          | X        | X        | X        |       | X     |       |       |       | X     | 8      | 27             |
| Японія (JPN)            |          |          |          |          |          |          | X        |          |       |       |       |       |       | X     | 2      | 4              |
| Казахстан (KAZ)         | X        |          |          |          |          |          |          |          | X     |       |       |       |       |       | 2      | 2              |
| Лівія (LBA)             | X        |          |          |          |          |          |          |          |       |       |       |       |       |       | 1      | 1              |
| Литва (LTU)             | X        |          | X        |          | X        |          |          |          | X     |       | X     |       |       |       | 5      | 10             |
| Мексика (MEX)           | X        |          |          |          |          |          |          |          | X     |       |       |       |       |       | 2      | 2              |
| Нідерланди (NED)        |          | X        |          | X        |          | X        |          | X        |       | X     |       | X     | X     | X     | 8      | 36             |
| Нова Зеландія (NZL)     | X        | X        | X        |          | X        | X        |          | X        | X     | X     | X     |       | X     | X     | 11     | 38             |
| Нігерія (NGR)           |          |          |          |          |          |          |          |          | X     |       |       |       |       |       | 1      | 1              |
| Норвегія (NOR)          | X        |          | X        |          |          |          | X        |          |       |       |       |       |       |       | 3      | 5              |
| Парагвай (PAR)          | X        |          |          |          |          |          |          |          | X     |       |       |       |       |       | 2      | 2              |
| Перу (PER)              | X        |          |          |          |          |          |          |          | X     |       |       |       |       |       | 2      | 2              |
| Польща (POL)            | X        |          |          |          | X        | X        | X        |          |       | X     | X     | X     |       | X     | 8      | 26             |
| Румунія (ROU)           |          | X        |          | X        |          |          |          |          |       | X     |       |       | X     | X     | 5      | 19             |
| Росія (RUS)             |          |          |          | X        |          |          |          |          |       |       |       |       |       |       | 1      | 4              |
| Сербія (SRB)            |          | X        | X        |          |          |          |          |          |       |       |       |       |       |       | 2      | 4              |
| Сінгапур (SIN)          |          |          |          |          |          |          |          |          | X     |       |       |       |       |       | 1      | 1              |
| ПАР (RSA)               |          | X        |          | X        |          |          | X        |          |       | X     |       |       |       | X     | 5      | 12             |
| Південна Корея (KOR)    | X        |          |          |          |          |          |          |          | X     |       |       |       |       |       | 2      | 2              |
| Іспанія (ESP)           |          | X        |          |          |          |          |          |          |       | X     |       |       |       |       | 2      | 4              |
| Швеція (SWE)            |          |          |          |          |          |          |          |          | X     |       |       |       |       |       | 1      | 1              |
| Швейцарія (SUI)         |          |          |          |          | X        |          | X        | X        | X     |       |       |       |       |       | 4      | 11             |
| Китайський Тайбей (TPE) |          |          |          |          |          |          |          |          | X     |       |       |       |       |       | 1      | 1              |
| Таїланд (THA)           | X        |          |          |          |          |          |          |          | X     |       |       |       |       |       | 2      | 2              |
| Того (TOG)              |          |          |          |          |          |          |          |          | X     |       |       |       |       |       | 1      | 1              |
| Тринідад і Тобаго (TRI) |          |          |          |          |          |          |          |          | X     |       |       |       |       |       | 1      | 1              |
| Туніс (TUN)             | X        |          |          |          |          |          |          |          |       |       |       |       |       | X     | 2      | 3              |
| Туреччина (TUR)         |          |          |          |          |          |          | X        |          |       |       |       |       |       |       | 1      | 2              |
| Україна (UKR)           |          |          |          |          | X        |          |          |          |       |       |       | X     |       |       | 2      | 8              |
| США (USA)               |          | X        |          | X        |          | X        | X        | X        | X     | X     | X     | X     | X     | X     | 11     | 41             |
| Уругвай (URU)           | X        |          |          |          |          |          |          |          |       |       |       |       |       |       | 1      | 1              |
| Узбекистан (UZB)        | X        |          |          |          |          |          |          |          |       |       |       |       |       |       | 1      | 1              |
| Вануату (VAN)           | X        |          |          |          |          |          |          |          |       |       |       |       |       |       | 1      | 1              |
| Венесуела (VEN)         | X        |          |          |          |          |          |          |          |       |       |       |       |       |       | 1      | 1              |
| В'єтнам (VIE)           |          |          |          |          |          |          |          |          |       |       |       |       |       | X     | 1      | 2              |
| Зімбабве (ZIM)          | X        |          |          |          |          |          |          |          | X     |       |       |       |       |       | 2      | 2              |
| Total: 69 NOCs          | 32       | 13       | 13       | 13       | 10       | 7        | 20       | 13       | 32    | 15    | 13    | 7     | 7     | 20    | 215    | 550            |

## Графік кваліфікації
| Змагання                                             | Дата                       | Місто       |
| ---------------------------------------------------- | -------------------------- | ----------- |
| Чемпіонат світу з академічного веслування 2015       | 30 серпня — 6 вересня 2015 | Егбелет     |
| Африканська континентальна кваліфікаційна регата     | 5–7 жовтня 2015            | Туніс       |
| Латиноамериканська кваліфікаційна регата             | 22–24 березня 2016         | Вальпараїсо |
| Континентальна кваліфікаційна регата Азії та Океанії | 23–25 квітня 2016          | Чхунджу     |
| Європейська і Фінальна олімпійська регати            | 22–24 травня 2016          | Люцерн      |

## Чоловічі змагання

### Парні одиночки
| Змагання                                       | #  | Країна                | Веслувальник, що кваліфікувався |
| ---------------------------------------------- | -- | --------------------- | ------------------------------- |
| Чемпіонат світу з академічного веслування 2015 | 1  | Чехія (CZE)           | Ондржей Синек                   |
| Чемпіонат світу з академічного веслування 2015 | 2  | Нова Зеландія (NZL)   | Мае Дрісдейл                    |
| Чемпіонат світу з академічного веслування 2015 | 3  | Литва (LTU)           | Армандас Кельмеліс              |
| Чемпіонат світу з академічного веслування 2015 | 4  | Норвегія (NOR)        | Нільс Якоб Хофф                 |
| Чемпіонат світу з академічного веслування 2015 | 5  | Хорватія (CRO)        | Дамір Мартін                    |
| Чемпіонат світу з академічного веслування 2015 | 6  | Куба (CUB)            | Анхель Фурньє                   |
| Чемпіонат світу з академічного веслування 2015 | 7  | Білорусь (BLR)        | Станіслав Щербаченя             |
| Чемпіонат світу з академічного веслування 2015 | 8  | Велика Британія (GBR) | Алан Кемпбелл                   |
| Чемпіонат світу з академічного веслування 2015 | 9  | Польща (POL)          | Натан Венгжицький-Шимчик        |
| Кваліфікаційна регата Азії та Океанії          | 1  | Південна Корея (KOR)  | Кім Тон Йон                     |
| Кваліфікаційна регата Азії та Океанії          | 2  | Індія (IND)           | Датту Бабан Бгоканал            |
| Кваліфікаційна регата Азії та Океанії          | 3  | Індонезія (INA)       | Мемо                            |
| Кваліфікаційна регата Азії та Океанії          | 4  | Таїланд (THA)         | Джаруват Саєнсук                |
| Кваліфікаційна регата Азії та Океанії          | 5  | Казахстан (KAZ)       | Владислав Яковлєв               |
| Кваліфікаційна регата Азії та Океанії          | 6  | Ірак (IRQ)            | Мохаммед Ріяд                   |
| Кваліфікаційна регата Азії та Океанії          | 7  | Узбекистан (UZB)      | Шахбоз Холмурзаєв               |
| Африканська кваліфікаційна регата              | 1  | Єгипет (EGY)          | Абдельхалек Ель-Банна           |
| Африканська кваліфікаційна регата              | 2  | Туніс (TUN)           | Мохамед Тайєб                   |
| Африканська кваліфікаційна регата              | 3  | Алжир (ALG)           | Сід Алі Будіна                  |
| Африканська кваліфікаційна регата              | 4  | Зімбабве (ZIM)        | Ендрю Піблз                     |
| Латиноамериканська кваліфікаційна регата       | 1  | Мексика (MEX)         | Хуан Карлос Кабрера             |
| Латиноамериканська кваліфікаційна регата       | 2  | Аргентина (ARG)       | Браян Россо                     |
| Латиноамериканська кваліфікаційна регата       | 3  | Перу (PER)            | Рензо Леон Гарсія               |
| Латиноамериканська кваліфікаційна регата       | 4  | Уругвай (URU)         | Хонатан Есківель                |
| Латиноамериканська кваліфікаційна регата       | 5  | Венесуела (VEN)       | Джексон Вісент Монастеріо       |
| Латиноамериканська кваліфікаційна регата       | 6  | Еквадор (ECU)         | Браян Сола Самбрано             |
| Латиноамериканська кваліфікаційна регата       | 7  | Парагвай (PAR)        | Артуро Ріварола                 |
| Європейська кваліфікаційна регата              | 1  | Бельгія (BEL)         | Ганнес Обрено                   |
| Європейська кваліфікаційна регата              | 2  | Австралія (AUS)       | Ріс Грант                       |
| Європейська кваліфікаційна регата              | 3  | Угорщина (HUN)        | Бендегуз Петерварі-Молнар       |
| Запрошення тристоронньої комісії               | 1  | Лівія (LBA)           | Аль-Хуссейн Гамбур              |
| Запрошення тристоронньої комісії               | 1  | Вануату (VAN)         | Луїджі Тейлемб                  |
| Загалом                                        | 32 |                       |                                 |

Інформацію оновлено після того, як НОК зробили свій вибір після Латиноамериканської кваліфікаційної регати.

### Парні двійки
| Змагання                                       | #  | Країна                | Веслувальники, що кваліфікувалися  |
| ---------------------------------------------- | -- | --------------------- | ---------------------------------- |
| Чемпіонат світу з академічного веслування 2015 | 1  | Хорватія (CRO)        | Мартін Сінкович Валент Сінкович    |
| Чемпіонат світу з академічного веслування 2015 | 2  | Литва (LTU)           | Міндаугас Грішконіс Саулюс Ріттер  |
| Чемпіонат світу з академічного веслування 2015 | 3  | Нова Зеландія (NZL)   | Кріс Гарріс Роббі Менсон           |
| Чемпіонат світу з академічного веслування 2015 | 4  | Німеччина (GER)       | Марсель Гаккер Штефан Крюгер       |
| Чемпіонат світу з академічного веслування 2015 | 5  | Австралія (AUS)       | Кріс Морган Девід Воттс            |
| Чемпіонат світу з академічного веслування 2015 | 6  | Франція (FRA)         | Маттьє Андродіас Уго Бушерон       |
| Чемпіонат світу з академічного веслування 2015 | 7  | Азербайджан (AZE)     | Александар Александров Борис Йотов |
| Чемпіонат світу з академічного веслування 2015 | 8  | Велика Британія (GBR) | Джон Коллінз Джонатан Волтон       |
| Чемпіонат світу з академічного веслування 2015 | 9  | Куба (CUB)            | Адріан Оквендо Едуардо Рубіо       |
| Чемпіонат світу з академічного веслування 2015 | 10 | Італія (ITA)          | Романо Баттісті Франческо Фоссі    |
| Чемпіонат світу з академічного веслування 2015 | 11 | Болгарія (BUL)        | Георгі Божилов Крістіан Васілєв    |
| Фінальна олімпійська кваліфікаційна регата     | 1  | Норвегія (NOR)        | К'єтіль Борх Олаф Туфте            |
| Фінальна олімпійська кваліфікаційна регата     | 2  | Сербія (SRB)          | Марко Марьянович Андрія Слюкіч     |
| Загалом                                        | 13 |                       |                                    |

### Парні двійки, легка вага
| Змагання                                       | #  | Країна                | Веслувальники, що кваліфікувалися      |
| ---------------------------------------------- | -- | --------------------- | -------------------------------------- |
| Чемпіонат світу з академічного веслування 2015 | 1  | Франція (FRA)         | Жеремі Азу П'єр Уен                    |
| Чемпіонат світу з академічного веслування 2015 | 2  | Велика Британія (GBR) | Річард Чемберс Вілл Флетчер            |
| Чемпіонат світу з академічного веслування 2015 | 3  | Норвегія (NOR)        | Крістоффер Брун Аре Страндлі           |
| Чемпіонат світу з академічного веслування 2015 | 4  | ПАР (RSA)             | Джон Сміт Джеймс Томпсон               |
| Чемпіонат світу з академічного веслування 2015 | 5  | Італія (ITA)          | Марчелло Міані Андреа Мічелетті        |
| Чемпіонат світу з академічного веслування 2015 | 6  | Німеччина (GER)       | Моріц Мос Джейсон Осборн               |
| Чемпіонат світу з академічного веслування 2015 | 7  | Польща (POL)          | Мілош Янковський Артур Міколайчевський |
| Чемпіонат світу з академічного веслування 2015 | 8  | США (USA)             | Ендрю Кемпбелл Джошуа Конєчни          |
| Чемпіонат світу з академічного веслування 2015 | 9  | Австрія (AUT)         | Бернгард Зібер Пауль Зібер             |
| Чемпіонат світу з академічного веслування 2015 | 10 | Швейцарія (SUI)       | Міхаель Шмід Даніель Відеркер          |
| Чемпіонат світу з академічного веслування 2015 | 11 | Ірландія (IRL)        | Пол О'Донован Гері О'Донован           |
| Кваліфікаційна регата Азії та Океанії          | 1  | Китай (CHN)           | Сунь Мань Ван Цзюньсінь                |
| Кваліфікаційна регата Азії та Океанії          | 2  | Японія (JPN)          | Хіросі Накано Хідекі Омото             |
| Кваліфікаційна регата Азії та Океанії          | 3  | Гонконг (HKG)         | Цзю Хіньчжунь Тан Цзюман               |
| Африканська кваліфікаційна регата              | 1  | Ангола (ANG)+         | Андре Матіас Жан-Люк Расамоеліна       |
| Латиноамериканська кваліфікаційна регата       | 1  | Бразилія (BRA)        | Вілліан Жиареттон Хав'єр Вела          |
| Латиноамериканська кваліфікаційна регата       | 2  | Куба (CUB)            | Рауль Ернандес Ліосбель Ернандес       |
| Латиноамериканська кваліфікаційна регата       | 3  | Чилі (CHI)            | Феліпе Карденас Бернардо Герреро       |
| Європейська кваліфікаційна регата              | 1  | Туреччина (TUR)       | Хюсеїн Кандемір Енес Кюшку             |
| Європейська кваліфікаційна регата              | 2  | Данія (DEN)           | Мадс Расмуссен Расмус Квіст Гансен     |
| Загалом                                        | 20 |                       |                                        |

+ Єгипет виграв місця LM2x і M1x на континентальній кваліфікаційні регаті, але НОК мав вирішити, якому човнові їхати на Ігри, через обмеження один човен на стать для континентальних регат. Єгипет вибрав M1x, тож квота LM2x відійшла до Анголи.
Інформацію оновлено після того, як НОК зробили свій вибір після Латиноамериканської кваліфікаційної регати.
Бельгія вибрала M1x після Європейської кваліфікаційної регати, тож квота LM2x відійшла до Данії.

### Парні четвірки
| Змагання                                       | #  | Країна                | Веслувальники, що кваліфікувалися                                          |
| ---------------------------------------------- | -- | --------------------- | -------------------------------------------------------------------------- |
| Чемпіонат світу з академічного веслування 2015 | 1  | Німеччина (GER)       | Ганс Груне Лауріц Шоф Карл Шульце Філіпп Венде                             |
| Чемпіонат світу з академічного веслування 2015 | 2  | Австралія (AUS)       | Александр Белоногофф Карстен Форстерлінг Кемерон Гірдлстон Джеймс Мак-Рей  |
| Чемпіонат світу з академічного веслування 2015 | 3  | Естонія (EST)         | Тону Ендрексон Андрей Ямса Аллар Рая Каспар Таймсоо                        |
| Чемпіонат світу з академічного веслування 2015 | 4  | Велика Британія (GBR) | Ангус Грум Пітер Ламберт Сем Таунсенд Грем Томас                           |
| Чемпіонат світу з академічного веслування 2015 | 5  | Швейцарія (SUI)       | Барнабе Деларзе Августін Майфеллер Роман Рееслі Ніко Штальберг             |
| Чемпіонат світу з академічного веслування 2015 | 6  | Литва (LTU)           | Аурімас Адомавічюс Мартінас Джяугіс Домінікас Янчіоніс Довидас Немеравічюс |
| Чемпіонат світу з академічного веслування 2015 | 7  | Польща (POL)          | Матеуш Біскуп Віктор Хабель Даріуш Радош Мірослав Зентарський              |
| Чемпіонат світу з академічного веслування 2015 | 8  | Україна (UKR)         | Дмитро Міхай Артем Морозов Олександр Надтока Іван Довгодько                |
| Фінальна олімпійська кваліфікаційна регата     | —  | Росія (RUS)           | Микита Моргачов Артем Косов Владислав Рябцев Сергій Федоровцев *           |
| Фінальна олімпійська кваліфікаційна регата     | 1  | Канада (CAN)          | Жульєн Баен Роб Гібсон Вілл Дін Паскаль Люссьє                             |
| Фінальна олімпійська кваліфікаційна регата     | 2  | Нова Зеландія (NZL)   | Джордж Бріджвотер Натан Фленнері Джон Сторі Джейд Уру                      |
| Загалом                                        | 10 |                       |                                                                            |

- Росію дискваліфікували 1 липня 2016 після позитивного результату допінг проби Сергія Федоровцева. Їхня квота відійшла Новій Зеландії.

### Двійки
| Змагання                                       | #  | Країна                | Веслувальники, що кваліфікувалися              |
| ---------------------------------------------- | -- | --------------------- | ---------------------------------------------- |
| Чемпіонат світу з академічного веслування 2015 | 1  | Нова Зеландія (NZL)   | Геміш Бонд Ерік Маррей                         |
| Чемпіонат світу з академічного веслування 2015 | 2  | Велика Британія (GBR) | Стюарт Іннес Алан Сінклер                      |
| Чемпіонат світу з академічного веслування 2015 | 3  | Сербія (SRB)          | Ненад Бедік Мілош Васіч                        |
| Чемпіонат світу з академічного веслування 2015 | 4  | Нідерланди (NED)      | Роель Браас Мітчел Стенман                     |
| Чемпіонат світу з академічного веслування 2015 | 5  | Італія (ITA)          | Джованні Абаньяле Вінченцо Капеллі             |
| Чемпіонат світу з академічного веслування 2015 | 6  | Австралія (AUS)       | Александер Ллойд Спенсер Таррін                |
| Чемпіонат світу з академічного веслування 2015 | 7  | ПАР (RSA)             | Ловренс Бріттен Шон Кілінг                     |
| Чемпіонат світу з академічного веслування 2015 | 8  | Франція (FRA)         | Жермен Шарден Доріан Мортелетт                 |
| Чемпіонат світу з академічного веслування 2015 | 9  | США (USA)             | Нарег Гурегян Андерс Вайс                      |
| Чемпіонат світу з академічного веслування 2015 | 10 | Іспанія (ESP)         | Алекс Сігурдбйорнссон Пау Вела                 |
| Чемпіонат світу з академічного веслування 2015 | 11 | Румунія (ROU)         | Крісті Іліє Пиргіє Георге Александру Паламаріу |
| Фінальна олімпійська кваліфікаційна регата     | 1  | Чехія (CZE)           | Якуб Подразіл Лукаш Гелешич                    |
| Фінальна олімпійська кваліфікаційна регата     | 2  | Угорщина (HUN)        | Бела Сімон Адріан Юхас                         |
| Загалом                                        | 13 |                       |                                                |

### Четвірки
| Змагання                                       | #  | Країна                | Веслувальники, що кваліфікувалися                                               |
| ---------------------------------------------- | -- | --------------------- | ------------------------------------------------------------------------------- |
| Чемпіонат світу з академічного веслування 2015 | 1  | Італія (ITA)          | Марко Ді Костанцо Маттео Лодо Доменіко Монтроне Джузеппе Вічіно                 |
| Чемпіонат світу з академічного веслування 2015 | 2  | Австралія (AUS)       | Джош Бут Джошуа Данклі-Сміт Александер Гілл Вільям Локвуд                       |
| Чемпіонат світу з академічного веслування 2015 | 3  | Велика Британія (GBR) | Алекс Грегорі Константін Лулудіс Джордж Неш Мохамед Сбігі                       |
| Чемпіонат світу з академічного веслування 2015 | 4  | Канада (CAN)          | Вілл Кротерс Кай Лангерфелд Конлін Маккейб Тім Шрайвер                          |
| Чемпіонат світу з академічного веслування 2015 | 5  | Німеччина (GER)       | Антон Браун Максиміліан Корге Максиміліан Планер Фелікс Вімбергер               |
| Чемпіонат світу з академічного веслування 2015 | 6  | Нідерланди (NED)      | Гарольд Ланген Петер ван Схі Говерт Віргевер Вінсент ван дер Вант               |
| Чемпіонат світу з академічного веслування 2015 | 7  | США (USA)             | Чарлі Коул Генрік Руммель Метт Міллер Сет Вейл                                  |
| Чемпіонат світу з академічного веслування 2015 | 8  | Білорусь (BLR)        | Вадим Лялін Денис Мігаль Микола Шарлап Ігор Пашевич                             |
| Чемпіонат світу з академічного веслування 2015 | 9  | Греція (GRE)          | Діонісіс Ангелопулос Йоанніс Хрісту Йоанніс Ціліс Георгіос Ціаллас              |
| Чемпіонат світу з академічного веслування 2015 | 10 | Росія (RUS)           | Антон Заруцький Артем Косов Владислав Рябцев Микита Моргачов                    |
| Чемпіонат світу з академічного веслування 2015 | 11 | Румунія (ROU)         | Влад-Драгос Айкобоае Константін Адам Маріус Васіле Козмюк Тоадер-Андрей Гонтару |
| Фінальна олімпійська кваліфікаційна регата     | 1  | ПАР (RSA)             | Девід Гант Джонатан Сміт Вінсент Бріт Джейк Грін                                |
| Фінальна олімпійська кваліфікаційна регата     | 2  | Франція (FRA)         | Бенджамен Ланг Мікаель Марто Теофіль Онфрой Валантен Онфрой                     |
| Загалом                                        | 13 |                       |                                                                                 |

### Четвірки, легка вага
| Змагання                                       | #  | Країна                | Веслувальники, що кваліфікувалися                                     |
| ---------------------------------------------- | -- | --------------------- | --------------------------------------------------------------------- |
| Чемпіонат світу з академічного веслування 2015 | 1  | Швейцарія (SUI)       | Маріо Гір Сімон Ніпманн Сімон Шюрх Лукас Трамер                       |
| Чемпіонат світу з академічного веслування 2015 | 2  | Данія (DEN)           | Якоб Барсое Мортен Єргенсен Каспер Вінтер Єргенсен Якоб Ларсен        |
| Чемпіонат світу з академічного веслування 2015 | 3  | Франція (FRA)         | Тома Барух Тібо Колар Гійом Рено Франк Сольфоросі                     |
| Чемпіонат світу з академічного веслування 2015 | 4  | Нова Зеландія (NZL)   | Алістер Бонд Джеймс Хантер Джеймс Лассче Пітер Тейлор                 |
| Чемпіонат світу з академічного веслування 2015 | 5  | Нідерланди (NED)      | Бйорн ван дер Енде Йорт ван Геннеп Тім Хейброк Йоріс Пійс             |
| Чемпіонат світу з академічного веслування 2015 | 6  | Італія (ITA)          | Мартіно Горетті Лівіо Ла Падула Стефано Оппо Пьєтро Рута              |
| Чемпіонат світу з академічного веслування 2015 | 7  | США (USA)             | Ентоні Фейден Едвард Кінг Тайлер Нейз Робін Прендес                   |
| Чемпіонат світу з академічного веслування 2015 | 8  | Китай (CHN)           | Цзінь Вей Чжао Цзінбінь Юй Ченґан Ван Тєсінь                          |
| Чемпіонат світу з академічного веслування 2015 | 9  | Велика Британія (GBR) | Марк Елдред Кріс Бартлі Пітер Чемберс Джонатан Клегг                  |
| Чемпіонат світу з академічного веслування 2015 | 10 | Чехія (CZE)           | Іржи Копач Ян Ветешнік Ондржей Ветешнік Мірослав Враштіл мол.         |
| Чемпіонат світу з академічного веслування 2015 | 11 | Канада (CAN)          | Брендан Годж Максвелл Латтімер Ніколас Претт Ерік Вельфль             |
| Фінальна олімпійська кваліфікаційна регата     | 1  | Росія (RUS)           |                                                                       |
| Фінальна олімпійська кваліфікаційна регата     | 1  | Німеччина (GER)       | Тобіас Францманн Йонатан Кох Лукас Шефер Ларс Віхерт                  |
| Фінальна олімпійська кваліфікаційна регата     | 2  | Греція (GRE)          | Спирідон Гіаннарос Панагіотіс Магданіс Стефанос Нтускос Іоанніс Петру |
| Загалом                                        | 13 |                       |                                                                       |

### Вісімки
| Змагання                                       | # | Країна                | Веслувальники, що кваліфікувалися |
| ---------------------------------------------- | - | --------------------- | --- |
| Чемпіонат світу з академічного веслування 2015 | 1 | Велика Британія (GBR) | Пол Беннетт Скотт Дюрант Метт Готрел Метт Ленгрідж Том Ренслі Піт Рід Вільям Сетч Ендрю Тріггс Годж Фелан Гілл (стерновий)                                               |
| Чемпіонат світу з академічного веслування 2015 | 2 | Німеччина (GER)       | Фелікс Драготта Мальте Якшик Ерік Йоганнесен Андреас Куффнер Максиміліан Мунскі Ганнес Оцік Максиміліан Рейнельт Ріхард Шмідт Мартін Зауер (стерновий)                   |
| Чемпіонат світу з академічного веслування 2015 | 3 | Нідерланди (NED)      | Кай Гендрікс Роберт Люккен Боаз Мейлінк Будевейн Реель Олів'є Зігелар Дірк Уттенбогаард Мехіл Верслейс Тоні Вітен Петер Вірсум (стерновий)                               |
| Чемпіонат світу з академічного веслування 2015 | 4 | Нова Зеландія (NZL)   | Майкл Брейк Айзек Грейнджер Стівен Джонс Алекс Кеннеді Шон Кіркем Том Маррей Брук Робертсон Джо Райт Калеб Шеперд (стерновий)                                            |
| Чемпіонат світу з академічного веслування 2015 | 5 | Росія (RUS)           | |
| Фінальна олімпійська кваліфікаційна регата     | 1 | США (USA)             | Майк Дісанто Сем Доммер Остін Хак Алекс Карвоскі Стівен Каспжик Роб Манн Гленн Очал Ганс Стражина Сем Оджсеркіс (стерновий)                                              |
| Фінальна олімпійська кваліфікаційна регата     | 2 | Польща (POL)          | Збігнєв Сходовський Матеуш Віланговський Марцін Бжезінський Роберт Фухс Крістіан Арановський Міхал Шпаковський Міколай Бурда Пйотр Ющак Даніель Трояновський (стерновий) |
| Фінальна олімпійська кваліфікаційна регата     | 3 | Італія (ITA)          | Лука Агаменноні Вінченцо Капеллі П'єрпаоло Фраттіні Фабіо Інфімо Емануеле Льюцці Маріо Паонесса Маттео Стефаніні Сімоне Веньєр Енріко Д'аньєлло (стерновий)              |
| Загалом                                        | 7 |                       | |

## Жіночі змагання

### Парні одиночки
| Змагання                                                 | #   | Країна                  | Веслувальниця, що кваліфікувалася |
| -------------------------------------------------------- | --- | ----------------------- | --------------------------------- |
| Чемпіонат світу з академічного веслування 2015           | 1   | Австралія (AUS)         | Кім Бреннан                       |
| Чемпіонат світу з академічного веслування 2015           | 2   | Чехія (CZE)             | Мірослава Кнапкова                |
| Чемпіонат світу з академічного веслування 2015           | 3   | Китай (CHN)             | Дуань Цзінлі                      |
| Чемпіонат світу з академічного веслування 2015           | 4   | США (USA)               | Дженевра Стоун                    |
| Чемпіонат світу з академічного веслування 2015           | 5   | Швейцарія (SUI)         | Жаннін Гмелін                     |
| Чемпіонат світу з академічного веслування 2015           | 6   | Канада (CAN)            | Карлін Зіман                      |
| Чемпіонат світу з академічного веслування 2015           | 7   | Швеція (SWE)            | Анна Мальвіна Свеннунг            |
| Чемпіонат світу з академічного веслування 2015           | 8   | Литва (LTU)             | Ліна Шалтіте                      |
| Чемпіонат світу з академічного веслування 2015           | 9   | Австрія (AUT)           | Магдалена Лобніг                  |
| Кваліфікаційна регата Азії та Океанії                    | 1   | Південна Корея (KOR)    | Кім Є-Джі                         |
| Кваліфікаційна регата Азії та Океанії                    | 2   | Іран (IRI)              | Магза Джавар                      |
| Кваліфікаційна регата Азії та Океанії                    | 3   | Китайський Тайбей (TPE) | Хуан Їтін                         |
| Кваліфікаційна регата Азії та Океанії                    | 4   | Казахстан (KAZ)         | Світлана Германович               |
| Кваліфікаційна регата Азії та Океанії                    | 5   | Індонезія (INA)         | Деві Юліаваті                     |
| Кваліфікаційна регата Азії та Океанії                    | 6   | Сінгапур (SIN)          | Саїда Айшья                       |
| Кваліфікаційна регата Азії та Океанії                    | 7   | Таїланд (THA)           | Пхуттхаракса Нігрі                |
| Африканська кваліфікаційна регата                        | 1   | Зімбабве (ZIM)          | Мішін Торнікрофт                  |
| Африканська кваліфікаційна регата                        | 2   | Алжир (ALG)             | Аміна Руба                        |
| Африканська кваліфікаційна регата                        | 3   | Нігерія (NGR)           | Чіріка Укогу                      |
| Африканська кваліфікаційна регата                        | 4   | Єгипет (EGY)            | Геба Ахмед                        |
| Латиноамериканська кваліфікаційна регата                 | 1   | Бермуди (BER)           | Мішель Пірсон                     |
| Латиноамериканська кваліфікаційна регата                 | 2   | Мексика (MEX)           | Кенія Лечуга Аланіс               |
| Латиноамериканська кваліфікаційна регата                 | 3   | Тринідад і Тобаго (TTO) | Феліс Чоу                         |
| Латиноамериканська кваліфікаційна регата                 | 4   | Аргентина (ARG)         | Люсія Палермо                     |
| Латиноамериканська кваліфікаційна регата                 | 5   | Парагвай (PAR)          | Габріела Москейра                 |
| Латиноамериканська кваліфікаційна регата                 | 6   | Перу (PER)              | Каміла Вальє                      |
| Латиноамериканська кваліфікаційна регата                 | 7   | Багамські Острови (BAH) | Емілі Морлі                       |
| Європейська і фінальна олімпійська кваліфікаційна регата | 1   | Нова Зеландія (NZL)     | Емма Твігг                        |
| Європейська і фінальна олімпійська кваліфікаційна регата | 2   | Ірландія (IRL)          | Саніта Пушпуре                    |
| Європейська і фінальна олімпійська кваліфікаційна регата | 3   | Білорусь (BLR)          | Карстен Катерина Анатоліївна      |
| Європейська і фінальна олімпійська кваліфікаційна регата | 4   | Данія (DEN)             | Фіє Удбі Еріхсен                  |
| Запрошення тристоронньої комісії                         | Н/Д | Того (TOG)              | Акоссіва Аївон                    |
| Загалом                                                  | 32  |                         |                                   |

Інформацію доповнено після того, як НОК зробили вибір після Латиноамериканської регати.

### Парні двійки
| Змагання                                       | #  | Країна                | Веслувальниці, що кваліфікувалися                  |
| ---------------------------------------------- | -- | --------------------- | -------------------------------------------------- |
| Чемпіонат світу з академічного веслування 2015 | 1  | Нова Зеландія (NZL)   | Їв Макфарлейн Зої Стівенсон                        |
| Чемпіонат світу з академічного веслування 2015 | 2  | Греція (GRE)          | Софія Асуманакі Айкатеріні Ніколаїду               |
| Чемпіонат світу з академічного веслування 2015 | 3  | Німеччина (GER)       | Марайке Адамс Марі-Катрін Арнольд                  |
| Чемпіонат світу з академічного веслування 2015 | 4  | Польща (POL)          | Магдалена Фулярчик Наталія Мадай                   |
| Чемпіонат світу з академічного веслування 2015 | 5  | Литва (LTU)           | Мільда Вальчукайте Доната Віштартайте              |
| Чемпіонат світу з академічного веслування 2015 | 6  | Велика Британія (GBR) | Кетрін Грейнджер Вікторія Торнлі                   |
| Чемпіонат світу з академічного веслування 2015 | 7  | Китай (CHN)           | Лю Ян Чжу Вейвей                                   |
| Чемпіонат світу з академічного веслування 2015 | 8  | Франція (FRA)         | Елен Лефевр Елоді Равера-Скарамоцціно              |
| Чемпіонат світу з академічного веслування 2015 | 9  | Білорусь (BLR)        | Бічик Юлія Валентинівна Кухта Тетяна Олександрівна |
| Чемпіонат світу з академічного веслування 2015 | 10 | Австралія (AUS)       | Женев'єв Гортон Саллі Кехо                         |
| Чемпіонат світу з академічного веслування 2015 | 11 | США (USA)             | Меган О'Лірі Еллен Томек                           |
| Фінальна олімпійська кваліфікаційна регата     | 1  | Чехія (CZE)           | Ленка Антошова Крістина Флейсснерова               |
| Фінальна олімпійська кваліфікаційна регата     | 2  | Данія (DEN)           | Лісбет Якобсен Ніна Холленсен                      |
| Загалом                                        | 13 |                       |                                                    |

### Парні двійки, легка вага
| Змагання                                       | #           | Країна                | Веслувальниці, що кваліфікувалися        |
| ---------------------------------------------- | ----------- | --------------------- | ---------------------------------------- |
| Чемпіонат світу з академічного веслування 2015 | 1           | Нова Зеландія (NZL)   | Джулія Едвард Софі Маккензі              |
| Чемпіонат світу з академічного веслування 2015 | 2           | Велика Британія (GBR) | Кетрін Коупленд Шарлотт Тейлор           |
| Чемпіонат світу з академічного веслування 2015 | 3           | ПАР (RSA)             | Урсула Гроблер Кірстен Макканн           |
| Чемпіонат світу з академічного веслування 2015 | 4           | Канада (CAN)          | Ліндсі Дженнеріч Патрісія Обі            |
| Чемпіонат світу з академічного веслування 2015 | 5           | Данія (DEN)           | Анне Лолк Томсен Юліане Расмуссен        |
| Чемпіонат світу з академічного веслування 2015 | 6           | Німеччина (GER)       | Марі-Луїз Дрегер Фіні Штурм              |
| Чемпіонат світу з академічного веслування 2015 | 7           | Китай (CHN)           | Хуан Вен'ї Пань Фейхун                   |
| Чемпіонат світу з академічного веслування 2015 | 8           | Польща (POL)          | Вероніка Дереш Мартина Міколайчак        |
| Чемпіонат світу з академічного веслування 2015 | 9           | Ірландія (IRL)        | Шинейд Дженнінґс Клер Ламб               |
| Чемпіонат світу з академічного веслування 2015 | Росія (RUS) |                       |                                          |
| Чемпіонат світу з академічного веслування 2015 | 10          | США (USA)             | Кетлін Бертко Девері Карц                |
| Кваліфікаційна регата Азії та Океанії          | 1           | Японія (JPN)          | Аямі Ойсі Тіакі Томіта                   |
| Кваліфікаційна регата Азії та Океанії          | 2           | В'єтнам (VIE)         | Та Тхань Хюєн Hồ Thị Lỷ                  |
| Кваліфікаційна регата Азії та Океанії          | 3           | Гонконг (HKG)         | Лі Єн Їнь Лі Ка Ман                      |
| Африканська кваліфікаційна регата              | 1           | Туніс (TUN)           | Нур Ель-Худа Еттаїб Хадіджа Крімі        |
| Латиноамериканська кваліфікаційна регата       | 1           | Бразилія (BRA)        | Фернанда Нуньєс Ванесса Коцці            |
| Латиноамериканська кваліфікаційна регата       | 2           | Куба (CUB)            | Їслена Ернандес Лісет Ернандес           |
| Латиноамериканська кваліфікаційна регата       | 3           | Чилі (CHI)            | Меліта Абрахам Хосефа Віла               |
| Європейська кваліфікаційна регата              | 1           | Нідерланди (NED)      | Ілсе Пауліс Майке Гед                    |
| Європейська кваліфікаційна регата              | 2           | Румунія (ROU)         | Джаніна-Елена Беляга Іонела-Лівія Легачі |
| Європейська кваліфікаційна регата              | 3           | Італія (ITA)          | Лаура Мілані Валентіна Родіні            |
| Загалом                                        | 20          |                       |                                          |

### Парні четвірки
| Змагання                                       | # | Країна           | Веслувальниці, що кваліфікувалися                                 |
| ---------------------------------------------- | - | ---------------- | ----------------------------------------------------------------- |
| Чемпіонат світу з академічного веслування 2015 | 1 | США (USA)        | Трейсі Ейссер Меган Келмоу Грейс Лац Едрієнн Мартеллі             |
| Чемпіонат світу з академічного веслування 2015 | 2 | Німеччина (GER)  | Каріна Бер Юлія Лір Ліза Шмідла Аннекатрін Тіле                   |
| Чемпіонат світу з академічного веслування 2015 | 3 | Нідерланди (NED) | Шанталь Ахтерберг Ніколь Беукерс Карліне Боу Інге Янссен          |
| Чемпіонат світу з академічного веслування 2015 | 4 | Польща (POL)     | Моніка Цяцюх Марія Спрінгвальд Йоанна Лещинська Агнєшка Кобус     |
| Чемпіонат світу з академічного веслування 2015 | 5 | Австралія (AUS)  | Дженніфер Клірі Меделін Едмундс Джессіка Голл Керрі Гор           |
| Фінальна олімпійська кваліфікаційна регата     | 1 | Китай (CHN)      | Чжан Лін Цзян Янь Ван Юйвей Чжан Сіньюе                           |
| Фінальна олімпійська кваліфікаційна регата     | 2 | Україна (UKR)    | Дарина Верхогляд Олена Буряк Анастасія Коженкова Євгенія Німченко |
| Загалом                                        | 7 |                  |                                                                   |

### Двійки
| Змагання                                       | #  | Країна                | Веслувальниці, що кваліфікувалися    |
| ---------------------------------------------- | -- | --------------------- | ------------------------------------ |
| Чемпіонат світу з академічного веслування 2015 | 1  | Велика Британія (GBR) | Гелен Гловер Гезер Стеннінг          |
| Чемпіонат світу з академічного веслування 2015 | 2  | Нова Зеландія (NZL)   | Дженев'єв Берент Ребекка Скоун       |
| Чемпіонат світу з академічного веслування 2015 | 3  | США (USA)             | Грейс Лучак Феліс Мюллер             |
| Чемпіонат світу з академічного веслування 2015 | 4  | Данія (DEN)           | Анне Дсане Андерсен Ядвіга Расмуссен |
| Чемпіонат світу з академічного веслування 2015 | 5  | ПАР (RSA)             | Лі-Енн Перссе Кейт Крістовіц         |
| Чемпіонат світу з академічного веслування 2015 | 6  | Канада (CAN)          | Дженніфер Мартінс Ніколь Гер         |
| Чемпіонат світу з академічного веслування 2015 | 7  | Румунія (ROU)         | Крістіна Грігораш Лаура Опря         |
| Чемпіонат світу з академічного веслування 2015 | 8  | Німеччина (GER)       | Керстін Гартманн Катрін Маршанд      |
| Чемпіонат світу з академічного веслування 2015 | 9  | Франція (FRA)         | Ноемі Кобер Марі Ле Неве             |
| Чемпіонат світу з академічного веслування 2015 | 10 | Білорусь (BLR)        | Олена Фурман Інна Нікуліна           |
| Чемпіонат світу з академічного веслування 2015 | 11 | Нідерланди (NED)      | Алетта Йоррітсма Карін Робберс       |
| Фінальна олімпійська кваліфікаційна регата     | 1  | Іспанія (ESP)         | Анна Боада Пейро Айна Сід            |
| Фінальна олімпійська кваліфікаційна регата     | 2  | Китай (CHN)           | Чжан Мінь Мяо Тянь                   |
| Фінальна олімпійська кваліфікаційна регата     | 3  | Італія (ITA)          | Алессандра Пателлі Сара Бертолазі    |
| Фінальна олімпійська кваліфікаційна регата     | 4  | Польща (POL)          | Анна Вєжбовська Марія Вєжбовська     |
| Загалом                                        | 15 |                       |                                      |

### Вісімки
| Змагання                                       | # | Країна                | Веслувальниці, що кваліфікувалися |
| ---------------------------------------------- | - | --------------------- | --- |
| Чемпіонат світу з академічного веслування 2015 | 1 | США (USA)             | Аманда Елмор Тесса Гоббо Елль Логан Меган Мусніцькі Аманда Полк Емілі Реган Лорен Шметтерлінг Керрі Сіммондс Кейтлін Снайдер (стернова)           |
| Чемпіонат світу з академічного веслування 2015 | 2 | Нова Зеландія (NZL)   | Дженев'єв Берент Келсі Бівен Емма Дайк Керрі Говлер Грейс Прендергаст Кайла Пратт Ребекка Скоун Рубі Тью Френсіс Тернер (стернова)                |
| Чемпіонат світу з академічного веслування 2015 | 3 | Канада (CAN)          | Ешлі Брозович Сюзанн Ґрейнджер Дженніфер Мартінс Наталі Мастраччі Крісті Нерс Ліза Роман Крістін Роупер Лорен Вілкінсон Леслі Томпсон (стернова)  |
| Чемпіонат світу з академічного веслування 2015 | 4 | Велика Британія (GBR) | Карен Беннетт Олівія Карнегі-Браун Джессіка Едді Кетрін Грівс Френсіс Готон Зої Лі Поллі Свонн Мелані Вілсон Зої де Толедо (стернова)             |
| Чемпіонат світу з академічного веслування 2015 | 5 | Росія (RUS)           | |
| Фінальна олімпійська кваліфікаційна регата     | 1 | Румунія (ROU)         | Мадаліна Береш Андрея Бог'ян Аделіна Богуш Роксана Коджану Іріна Дорнеану Лаура Опря Міхаела Петріла Йоана Струнгару Даніела Друнча (стернова)    |
| Фінальна олімпійська кваліфікаційна регата     | 2 | Нідерланди (NED)      | Віанка ван Дорп Софі Сауер Ліс Рустенбург Йосе ван Вен Еллен Гоґерверф Клаудія Бельдербос Моніка Ланц Олівія ван Роєн Ае-Рі Норт (стернова)       |
| Фінальна олімпійська кваліфікаційна регата     | 3 | Австралія (AUS)       | Фіона Елберт Олімпія Олдерсей Моллі Гудмен Александра Гейґан Джессіка Моррісон Люсі Стефан Шарлотт Сазерленд Міген Волкер Сара Бантінґ (стернова) |
| Загалом                                        | 7 |                       | |